# Theodor Herzog
Theodor Carl Julius Herzog, född den 7 juli 1880 i Freiburg im Breisgau, död den 6 maj 1961 i Jena, var en tysk bryolog. Han gjorde betydande forskningsresor till Sardinien (1904 och 1906), Sri Lanka (1905–1906) och Sydamerika, framförallt Bolivia och norra Argentina (1907–1908 och 1910–1912).
Auktorsnamnet Herzog kan användas för Theodor Herzog i samband med ett vetenskapligt namn inom botaniken; se Wikipediaartiklar som länkar till auktorsnamnet.